# Acamant (fill d'Eusor)
Segons la mitologia grega, Acamant (grec antic: Ἀκάμας, llatí: Acamas) va ser fill d'Eusor i oncle de Cízic. Combatent del bàndol troià, era un dels cabdills dels guerrers tracis a la guerra de Troia, i va morir a mans d'Àjax.